# Hu Zhiyu
Pour les articles homonymes, voir Hu.
Hu Zhiyu (chinois traditionnel : 胡祇遹), né en 1227 dans la province du Hebei et mort en 1293, est un poète chinois de la dynastie Yuan.